# Samsung Galaxy Tab 3
Das Samsung Galaxy Tab 3  ist ein auf dem Android-Betriebssystem basierender Tabletcomputer des südkoreanischen Herstellers Samsung Electronics. Die dritte Generation des Galaxy Tab kam 2013 in Deutschland auf den Markt und war mit Bildschirmdiagonalen von 7, 8 und 10,1 Zoll erhältlich. Vorgänger war das Galaxy Tab 2, Nachfolger das Samsung Galaxy Tab 4 10.1.

## Samsung Galaxy Tab 3 10.1
Die 10,1-Zoll-Modelle haben ein 21,76 cm × 13,60 cm großes, leicht entspiegeltes TFT-LC-Display mit einer Auflösung von 1280 × 800 Pixeln (Pixelgröße 170 µm) und bis zu 16 Millionen darstellbaren Farben. Die maximale Leuchtdichte (Helligkeit) beträgt 388 cd/m² bei einem Kontrast von 143:1. Dem 1,6-GHz-Dualcore-Prozessor stehen 1 GB Arbeits- und 16 oder 32 GB Massenspeicher zur Verfügung. Zu den weiteren Eigenschaften zählen eine 3-Megapixel-Hauptkamera, 1,3-Megapixel-Frontkamera, Videofunktion mit HD-Auflösung (1280 × 720 Pixel) sowie WLAN-Unterstützung. Die 3G- und 4G/LTE-Versionen bieten neben der Datenübertragung mit 3G (HSPA+ bis 42 Mbit/s) und gegebenenfalls LTE auch Telefonate und SMS im Quadband-Betrieb sowie ein eingebautes Mikrofon. Über einen microSD-Steckplatz lässt sich der verfügbare Speicher um bis zu 64 GB erweitern. Als Betriebssystem wird Android Jelly Bean 4.2 eingesetzt. Seit Ende 2014 ist ein Update auf Android 4.4.2 KitKat erhältlich. Es waren drei Modelle erhältlich: 1.) GT-P5210 nur mit WiFi, 2.) GT-P5200 mit WiFi und 3G, 3.) GT-P5220) mit WiFi und 3G-4G/LTE. Die Abmessungen betragen 243,1 × 176,1 × 7,95 mm, das Gewicht 510 Gramm.

## Samsung Galaxy Tab 3 8
Neben dem kleineren Bildschirm unterscheiden sich die 8-Zoll-Modelle von den 10,1-Zöllern auch durch etwas geringeren Kontrast (132:1) und Leuchtdichte (375 cd/m²) sowie etwas besserer Pixeldichte (190 ppi). Der 1,5-GHz-Dualcore-Prozessor Exynos 4212 A9 arbeitet mit 1,5 GB Arbeits- und 16 oder 32 GB Massenspeicher. Die Hauptkamera hat 5 Megapixel, das 3G-Datenmodul unterstützt HSPA+ bis 21 Mbit/s. Es waren drei Modelle erhältlich (16 GB): 1.) SM-T310 nur mit WiFi, 2.) SM-T311 mit WiFi und 3G, 3.) SM-T315) mit WiFi und 3G-4G/LTE, die Abmessungen betragen 209,8 × 123,8 × 7,4 mm, das Gewicht 314 Gramm.

## Samsung Galaxy Tab 3 7
Neben dem kleineren Bildschirm unterscheiden sich die 7-Zoll-Modelle (Auflösung 1024 × 600 Pixel) von den 10,1-Zöllern auch durch etwas bessere Leuchtdichte (434 cd/m²) und deutlich schlechtere Farbwiedergabe und Schärfe. Dem 1,2-GHz-Dualcore-Prozessor stehen 1 GB Arbeits- und 8 GB Massenspeicher zur Verfügung. Es waren drei Modelle erhältlich (8 GB): 1.) SM-T210 nur mit WiFi, 2.) SM-T211 mit WiFi und 3G, 3.) SM-T215) mit WiFi und 3G-4G/LTE, die Abmessungen betragen 188 × 112 × 11 mm, das Gewicht 302 Gramm.

## Samsung Galaxy Tab 3 Lite 7
Es gab zwei Lite-Modelle (SM-T110 mit WiFi und SM-T111 zusätzlich mit 3G) mit 7-Zoll-Bildschirm (1024 × 600 Pixel mit 16 Millionen Farben). Verwendet wird ein Dualcore-Prozessor ARM Cortex-A9 mit 1,2 GHz und Dualcore-Grafikprozessor Vivante GC1000. Es gibt keine Frontkamera, die Hauptkamera hat knapp 2 Megapixel, die Videofunktion 0,3 Megapixel bei 30 fps. Erweitert werden kann das Tablet durch eine microSD-Karte mit maximal 32 GB. Releasedatum war 01/2014 und geliefert wurde Android 4.2.2, ein Update wurde nicht geliefert. Die Abmessungen betragen 193,4 × 116,4 × 9,7 mm, Akku 3.600 mAh, das Gewicht 310 Gramm.
Als SM-T113 wurde ein Tablet angeboten, das der o. g. Ausführung weitgehend gleicht, bekannte Unterschiede sind: 1,3 GHz-QuadCore-Prozessor Spreadtrum SC7730S mit Grafik Mali 400 P und Android 4.1, 3G-Funkmodul (UMTS) und teilweise 1,5 GB Arbeitsspeicher.
Als SM-T116 wurde/wird ein Tablet angeboten, das der o. g. Ausführung weitgehend gleicht, bekannte Unterschiede sind: 1,2 GHz-QuadCore-Prozessor Spreadtrum SC8830S (ARM) mit Grafik Mali 400 MP2 und Android 4.4.4, 3G-Funkmodul (UMTS). Das Gerät wurde Anfang 2015 vorgestellt.